# 가치의 역설
가치의 역설은 애덤 스미스가 도입한 용어로서, 가격과 효용의 괴리 현상을 나타내는 말이다. 스미스의 역설(Smith's paradox), 물과 다이아몬드의 역설
고도 한다.
어떤 재화가 희소성을 가지고 있을 때, 그 재화에는 알맞은 가격이 매겨진다. 그런데, 어떤 재화의 가격은 시장을 통해 정해졌을 뿐, 효용을 반영하고 있다고 할 수는 없다. 그는 다이아몬드와 물의 예를 들며, 전자는 희소하며 가격이 비싸지만 후자가 오히려 효용이 높다는 점이 역설적이라고 하였다. 그런데, 이것은 총효용의 측면에서만 파악하였기 때문이다. 가격은 한계효용에 의해 결정되기 때문에, 총효용이 크다고 반드시 재화의 가격이 높은 것은 아니다.

## 같이 보기
- 가격
- 한계효용